# The Brotherhood VI
The Brotherhood VI: Initiation es la sexta película de la saga de películas homoeroticas de terror, La Hermandad, dirigida por David DeCoteau, y estrenada en 2010.

## Argumento
En una cabaña aislada en medio de un bosque acechado por un leñador homicida, un grupo de chicos de una fraternidad llevan a cabo el rito de iniciación de los nuevos miembros.

## Reparto
- Aaron Jaeger como Kevin.
- Tyson Breech como Morris.
- Bryan McMullin como Shane.
- Sasha Formoso como Tatianna.
- Burke Carter como Boyd.
- Dominick Monteleone como Garrett.
- James Preston como Doug.
- Joshua Yeo como John Ralston (acreditado como Joshua Christian).
- Austen Dean Jesse como Andy (acreditado como Austen Jesse).
- Jeremy Ray Simpson como Eddie.